# Diamond Bluff, Wisconsin
Diamond Bluff là một thị trấn thuộc quận Pierce, tiểu bang Wisconsin, Hoa Kỳ. Năm 2010, dân số của thị trấn này là 456 người.